# Moby Dick (1956)
Moby Dick (prt/bra: Moby Dick) é um filme britânico de 1956, dos gêneros drama, ação e aventura, dirigido por John Huston, com roteiro de Ray Bradbury e do próprio Huston baseado no clássico Moby Dick, de Herman Melville.

## Sinopse
A enorme baleia Moby Dick, conhecida por afundar navios, tinha agora um perseguidor obsessivo, o capitão Ahab, que mergulha numa busca desesperada contra as forças da natureza.